# Кописно
Кописно (пол. Kopysno) — село в Польщі, у гміні Фредрополь Перемишльського повіту Підкарпатського воєводства, у межах етнічної української території Надсяння.
Населення — 1 особа (2011).

## Назва
У 1977-1981 рр. в ході кампанії ліквідації українських назв село називалося Копистно (пол. Kopystno).

## Географія
Розташоване на схилі пагорба Копистаньки (545 м н. р. м.), за 8 км на захід від Фредрополя, за 14 км на південний захід від Перемишля і за 3 км від Риботич.
Найпривабливішим місцем у Кописно є найвища гора Перемишльського передгір'я - "Копистанька" (541 м над рівнем моря) у формі канави випадає, піднімаючись над рівнинним плато передгір'я. Безлісна вершина пропонує величезну панораму як передгір'я Перемишля, так і Добромильських передгір'їв, відокремлених від неї долиною Вігору (північна частина гір Саноцько-Турчанські) з масивом Турніка.
На вершині пагорба є точка тріангуляції, через яку червона туристична стежка веде від Перемишля до Санока. Віднедавна існує друга, жовта, туристична стежка, що з'єднує підйомник Сухий Обич з Копистанькою.
У селі частина мешканців розводить диких свиней та рибу. Дістатися до села можна лише гравійною та кам'янистою дорогою, бажано з боку Риботичів, пішки або на позашляховику.

## Археологічні знахідки
Біля села Кописно в лісі, який називається Грабник, було виявлено залишки городища. Згідно з переказом, посеред городища був замок (це місце жителі досі називають Замчиськом), там також існувала дуже глибока криниця.

## Історія
Село існувало ще перед 1400 роком. У 1408 році король Владислав Ягайло надав «Городище Копистно» разом із церквою Йосипові Бедуньові, засновникові роду дрібної руської шляхти — Копистинських (гербу Сас або Леліва). Найвідомішими представниками роду були Михаїл — останній православний перемишльський єпископ (1591—1609), Захарія — письменник, культурний діяч, архімандрит Києво-Печерського монастиря та інші Копистенські (Копистинські). 13 березня 1415 р. староста Руської землі Іван Сримський провів розмежування земель між Кописном і Брилинцями.
Римо-католики села належали до парафії у сусідніх Риботичах.
Згідно з переписом населення, 1880 року в селі проживало 411 мешканців. Окрім декількох римо-католиків, більшість були греко-католики. Більша частина земельної власності належала до Тишковського. У 1921 році село нараховувало 104 хати і 598 жителів, з цього 572 греко-католиків і 26 римо-католиків.
До Другої світової війни в селі працювала тютюнова крамниця, якою керував Крупа, та корчма (біля церкви), якою керував житель єврейського походження Мендель Салік. Було дві кузні, якими керували Гамрищак та Гіла, і два шевці: Кароль Гамрищак та Качмар. У будівлі «Національного дому», де була читальня Просвіта, також працював магазин, яким управляли брати: Павел та Міхал Качмари. В Кописно існувала «Муніципальна канцелярія», керівником якої був Антоній Янковський.
На 01.01.1939 село належало до Добромильського повіту, у селі проживало 770 мешканців, з них 735 українців-грекокатоликів, 15 українців-римокатоликів, 15 поляків і 5 євреїв. У середині вересня 1939 року німці окупували село, однак вже 26 вересня 1939 року мусіли відступити, оскільки за пактом Ріббентропа-Молотова правобережжя Сяну належало до радянської «зони впливу». 27.11.1939 постановою Верховної Ради УРСР село у складі повіту включене до Дрогобицької області.
13 вересня 1939 року німецька армія вступила до Кописно. Кописно, хоч і не було полем військових операцій того періоду, було зафіксовано як місце відступу польських військ. Про це згадує Людвік Тадеуш Швейцер — командир 26 полку.
19 вересня 1939 року в Перемишлі солдати вермахту погромили громадян Польщі єврейського походження. Серед них був Мендель Салік (прізвище та ім’я вказують на особу, яка керувала корчмою в Кописно).
Радянська окупація розпочалася 27 вересня 1939 року і тривала до 27 червня 1941 року.  У цей період, навесні 1940 року, радянська влада почала створювати колгоспи, що торкнулось і Кописно, де була зроблена спроба організувати сільськогосподарський виробничий кооператив. Було обрано навіть голову та сім членів, але заснування колгоспу не відбулося через напад Німеччини на СРСР.
Німецькі війська увійшли до Кописно (вдруге) близько 27 червня 1941 року, через кілька днів після нападу на СРСР
У період з 3 листопада 1941 р. По липень 1944 р. Село належало Генеральному уряду, Перемишльському повіту та комуні Риботиче.
Один з жителів Кописно — Миколай Халабуд (народився 27 лютого 1900 року в Кописно) став в'язнем концтабору в Бухенвальді, де і помер 30 квітня 1942 року. На початку липня 1942 року в Кописно випав град (кульки вагою близько 0,5 кг), які повністю знищили польові культури та плоди в садах. Будинки також були пошкоджені. Один з жителів отримав серйозні поранення. Німецька влада надавала допомогу постраждалим, влаштовуючи для них безкоштовну кухню.
В березні 1945 року, у рамках підготовки до підписання Радянсько-польського договору про державний кордон правобережжя Сяну разом із селом віддане Польщі. У 1946 році більшість мешканців Кописного виселено в Україну під час добровільного виселення українців з Польщі до УРСР, зокрема, один з представників родини Крупів згодом замешкав у Бучачі. Також взимку цього ж року до села Підлісся (Бучацького району) була вивезена сім'я Копалецьких [Архівовано 29 березня 2022 у Wayback Machine.], нащадки якої тепер мешкають у Бучачі. 25—31 травня 1947 р. на понімецькі землі Польщі депортовано 27 жителів.
У 1975-1998 роках село належало до Перемишльського воєводства.

## Акція «Вісла»
Не вдаючись до оцінки законності дії, яка викликає суперечки як депортованих осіб, так і істориків, цей факт заслуговує на увагу, оскільки результатом цього стало депортація деяких жителів Кописно, які ніколи не залишали рідного міста (за винятком окремих випадків).
За словами автора книги Е. Місіло («Akcja Wisła 1947», 2012), жителі Кописно були депортовані 25-31 травня 1947 р. Кописно залишило тоді 64 жителів і 19 людей залишилось там. Переселенням жителів Кописно наглядала 9-та піхотна дивізія Війська Польського, для якої Пшеворськ був «станцією завантаження».
С. Крицінський («Перемишль і Перемишль Погоже», 1997, 2007) зазначає, що в рамках акції Кописно виїхало 98 людей.
За розповідями Яна Крупи, якого вислали з Кописно, депортація розпочалася 15 травня 1947 р. Усі мешканці були зібрані в сусідньому місті Брилинці, де пробули близько тижня в занедбаних садах. Серед депортованих сімей, окрім родини Круп, були сім'ї Качмари, Захорбенські та Копалецькі. Увечері їх навантажили на військові машини і відвезли до Пшеворська. 31 травня 1947 року їх посадили у поїзд із сорока вагонами (транспортний номер R-327). Депортовані прибули до пункту призначення, в місто Штум, 4 червня 1947 року.
Через спалення деяких будинків у Кописно, яке сталося в 1945 році, частина мешканців переїхала до своїх родичів, розсіяних в інших містах (наприклад, Маків), і звідти були депортовані іншими вантажними станціями. Одним з них було місто Ольшаніца. Депортацією керувала 8-та піхотна дивізія польської армії.
Переселенці жили в таких містах, як: Кемяни, Малінка (Вармінсько-Мазурське воєводство), Ліпець, Мястко, Нова Весь, Штумська Весь, Валдово (Поморське воєводство), Осетно (Нижньосілезьке воєводство).
Указом від 27 липня 1949 р. Про прийняття майна держави, що фактично не належить землевласникам, розташованому в деяких повітах Білостоцького, Люблінського, Жешувського та Краківського воєводств (Законодавчий журнал 1949 р., No 46, ст. 339), нерухомість людей, переміщених під час операції «Вісла», була передана державі. За словами Євгеніуса Місіли, автора публікації «Akcja Wisła. Документи та матеріали», цей указ стосувався також власників ферм, які загинули разом із сім'ями під час Другої світової війни та ферм, покинутих «кримінальними підрозділами, вони брали участь у диверсійних акціях і врятувались».
Указ не охоплював лише деяких людей, які залишились у Кописно. У 1970-х роках, відповідно до Закону від 26 жовтня 1971 року про регулювання власності на ферми (Закон № 27, пункт 250), власники ферм отримували акти на право власності на землю.
У 2020 році Тетяна Іваніцька з Тернопільщини видала книжку "Мій дідусь був польським переселенцем" зі спогадами про операцію "Вісла".

## Демографія
Демографічна структура станом на 31 березня 2011 року:
|          | Загалом | Допрацездатний вік | Працездатний вік | Постпрацездатний вік |
| -------- | ------- | ------------------ | ---------------- | -------------------- |
| Чоловіки | 1       | 0                  | 1                | 0                    |
| Жінки    | 0       | 0                  | 0                | 0                    |
| Разом    | 1       | 0                  | 1                | 0                    |

## Релігія
Парафія східного обряду існувала в Кописно ще в 1507 р.
Село належало до Добромильського деканату Перемиської єпархії.
У селі стояла мурована церква Покрови Пресвятої Богородиці, збудована 1821 року (тепер римо-католицький костел). Коли 1923 року збільшували будівлю церкви, натрапили на старий гріб священика, похованого під храмом, що існував тут раніше. За деякими припущеннями, то міг бути гріб єпископа Михайла Копистинського, фактичне місце захоронення якого поки що не є відоме.
Всередині церкви можна побачити занепадаючий дерев’яний іконостас, намальований у 1854 році церковним живописцем Юзефом Лисикевичем та частково «виправлений» іншими місцевими «художниками». Церква має бічні вівтарі , запроваджені в греко-католицьких храмах після набуття чинності положення Синоду Замость (1720 р.). В даний час церква служить церквою, хоча її технічний стан не дозволяє використовувати її.
Біля церкви стояла кам'яна каплиця з дерев'яною статуеткою св. Іоанна, встановлений на згадку про скасування кріпацтва в 1848 р. і церква, і каплиця розташовані в межах природного заповідника «Копистанка» та ландшафтного парку передгір'я Перемишля, а також у межах т.зв. обхід запланованого національного парку «Терницький». Біля церкви проходить червона туристична стежка.
За словами місцевих жителів, коли польські солдати прийшли в село, аби виселити людей на терени України, вони хотіли знищити церкву, як сакральну реліквію українців. Тоді священник переписав у довідці церкву, як «цвинтарну каплицю». Солдати прочитавши, що мають справу з святинею померлих, побоялися її знищити. Саме завдяки такому нюансу в документації, церква збереглася і до сьогоднішніх днів.

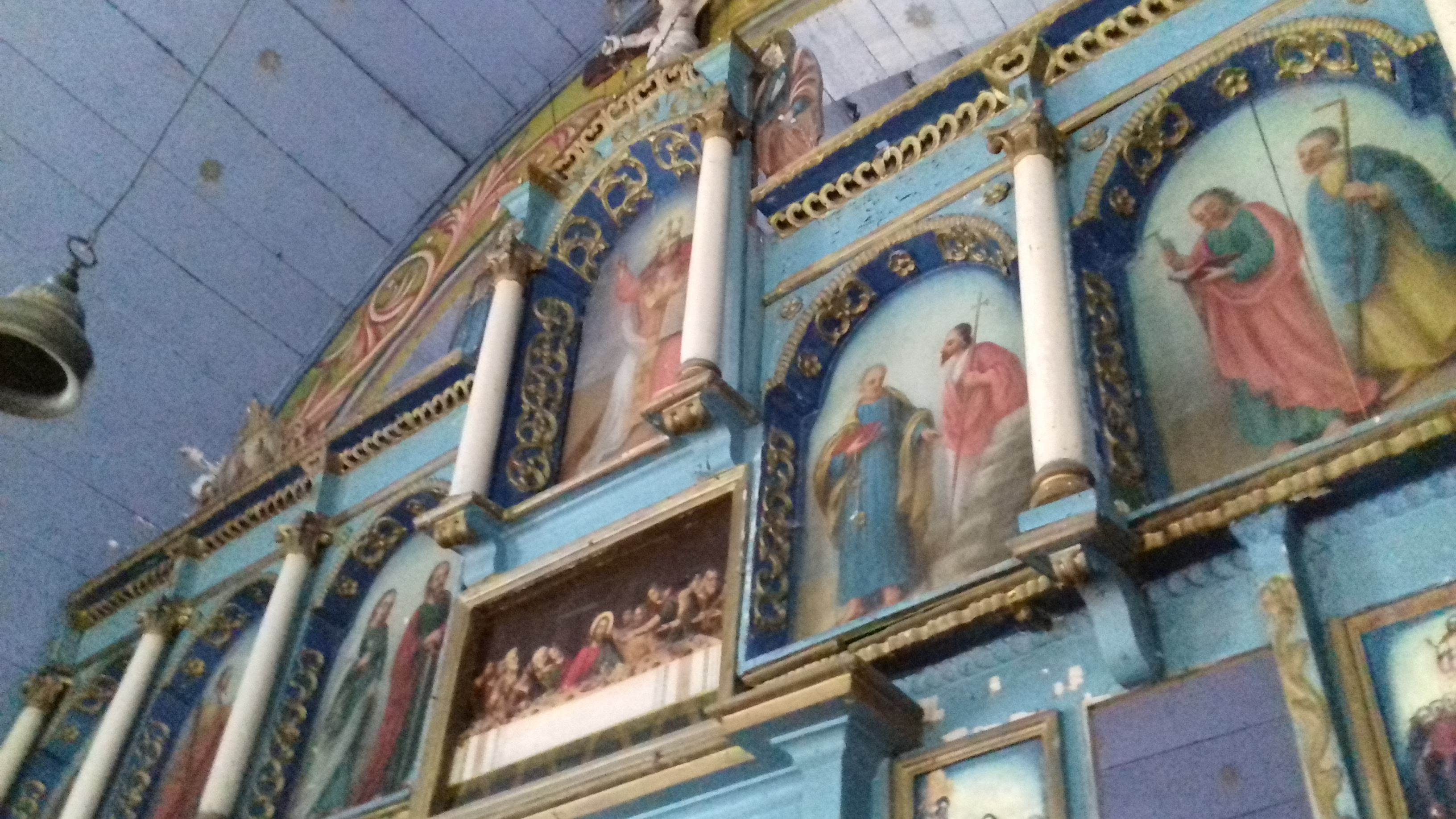
Іконостас у храмі в Кописно
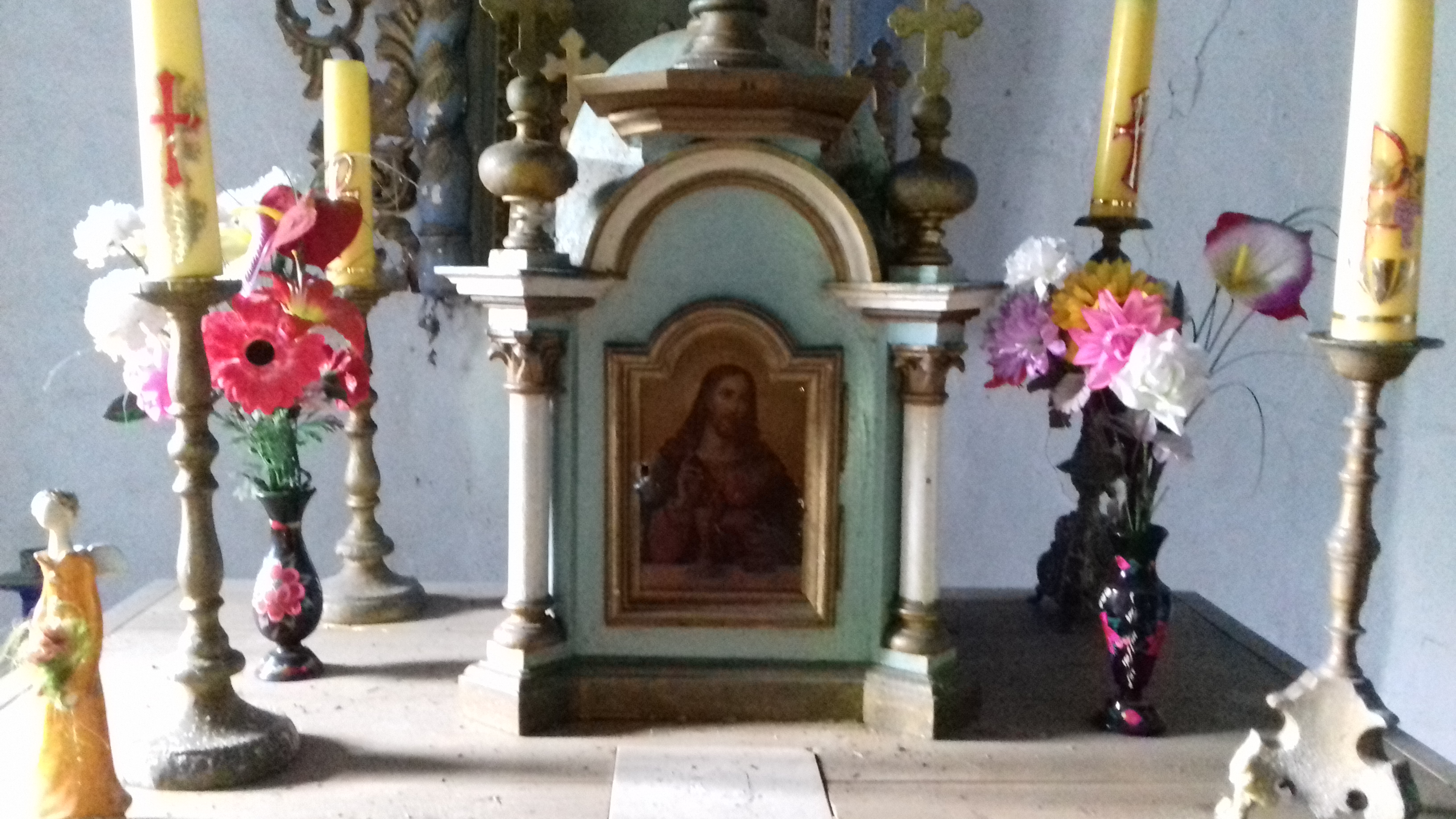
Тетрапод у церкві
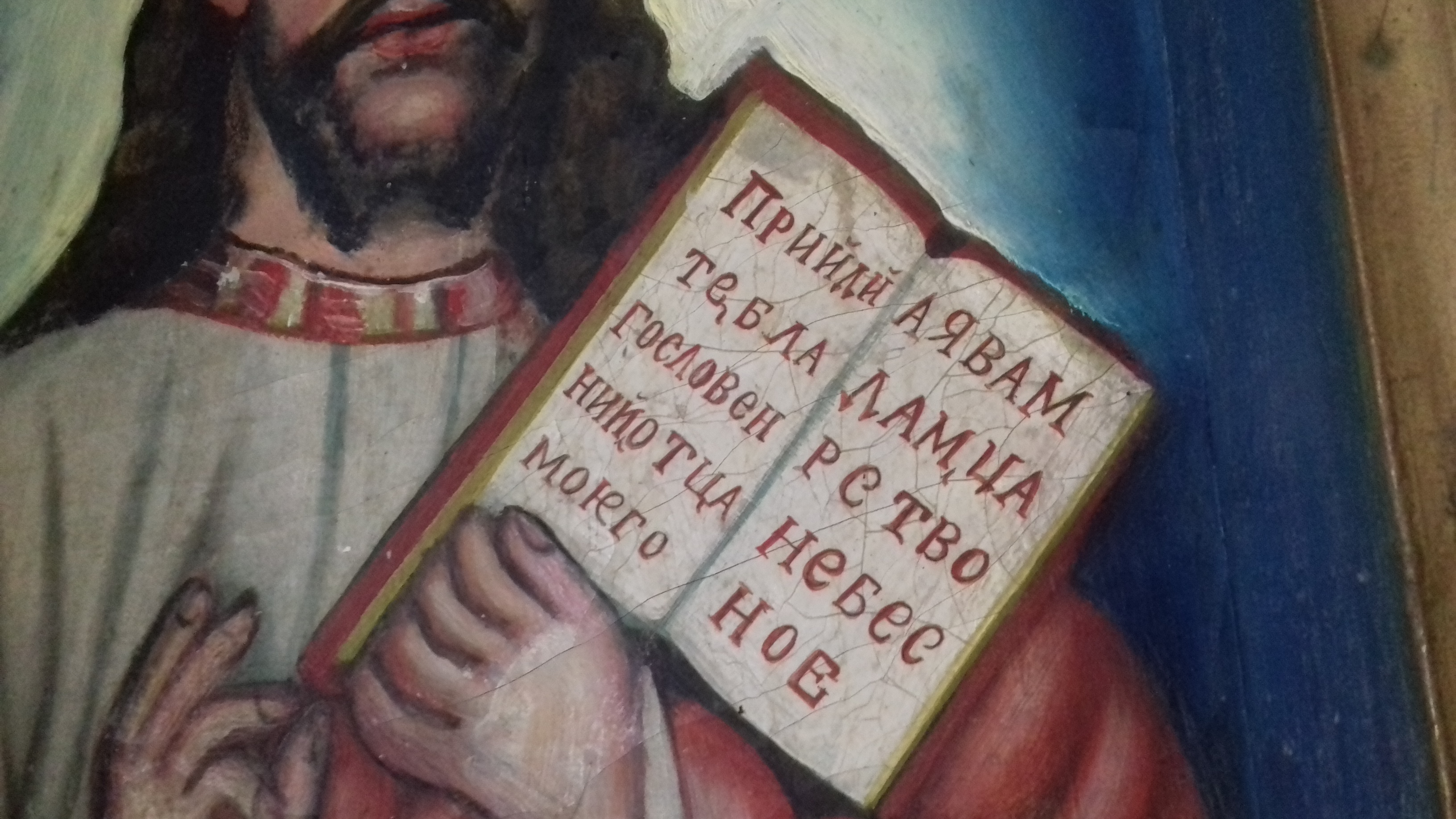
Ікона у храмі в Кописно
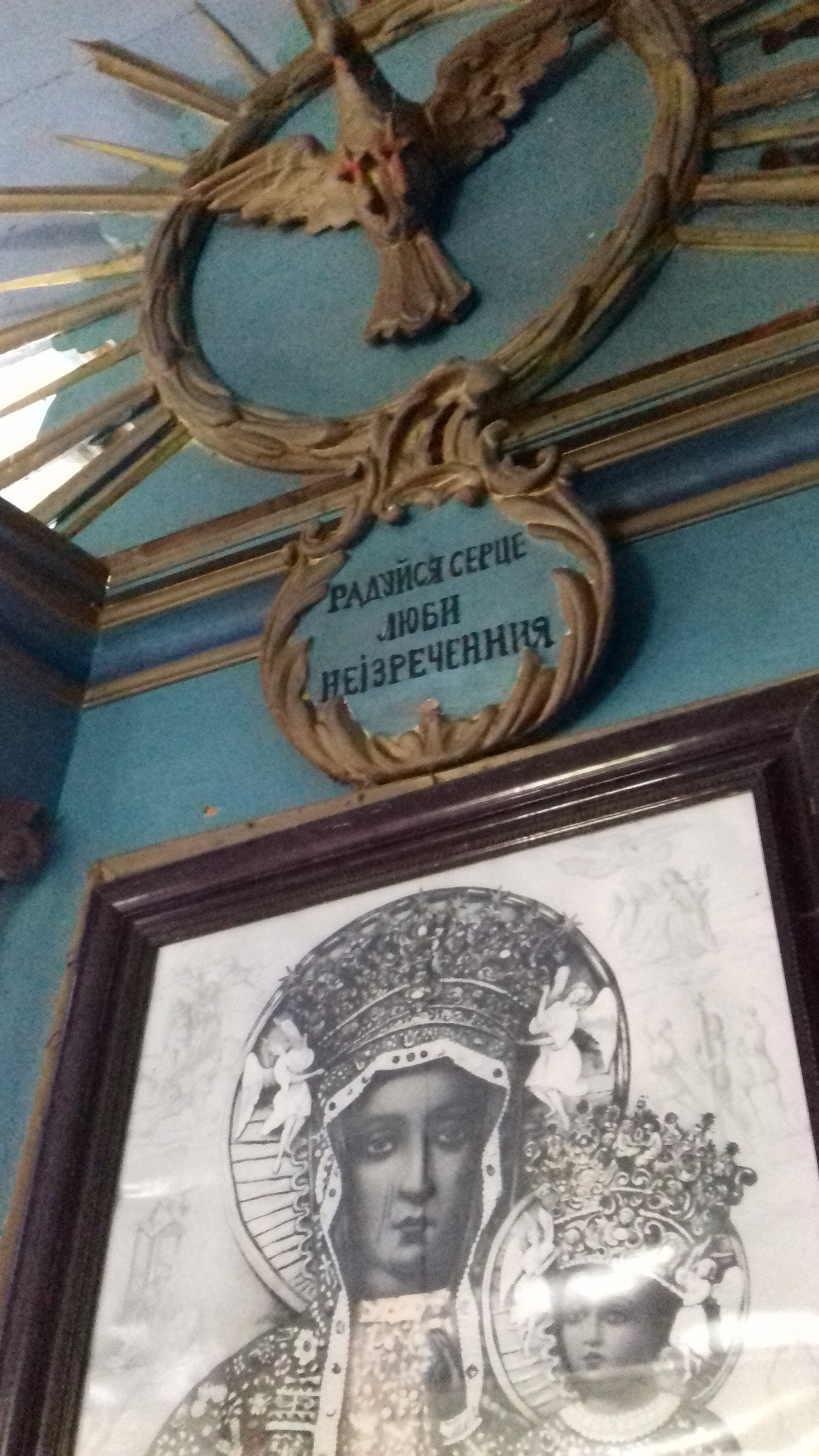
Ікона в церкві в селі
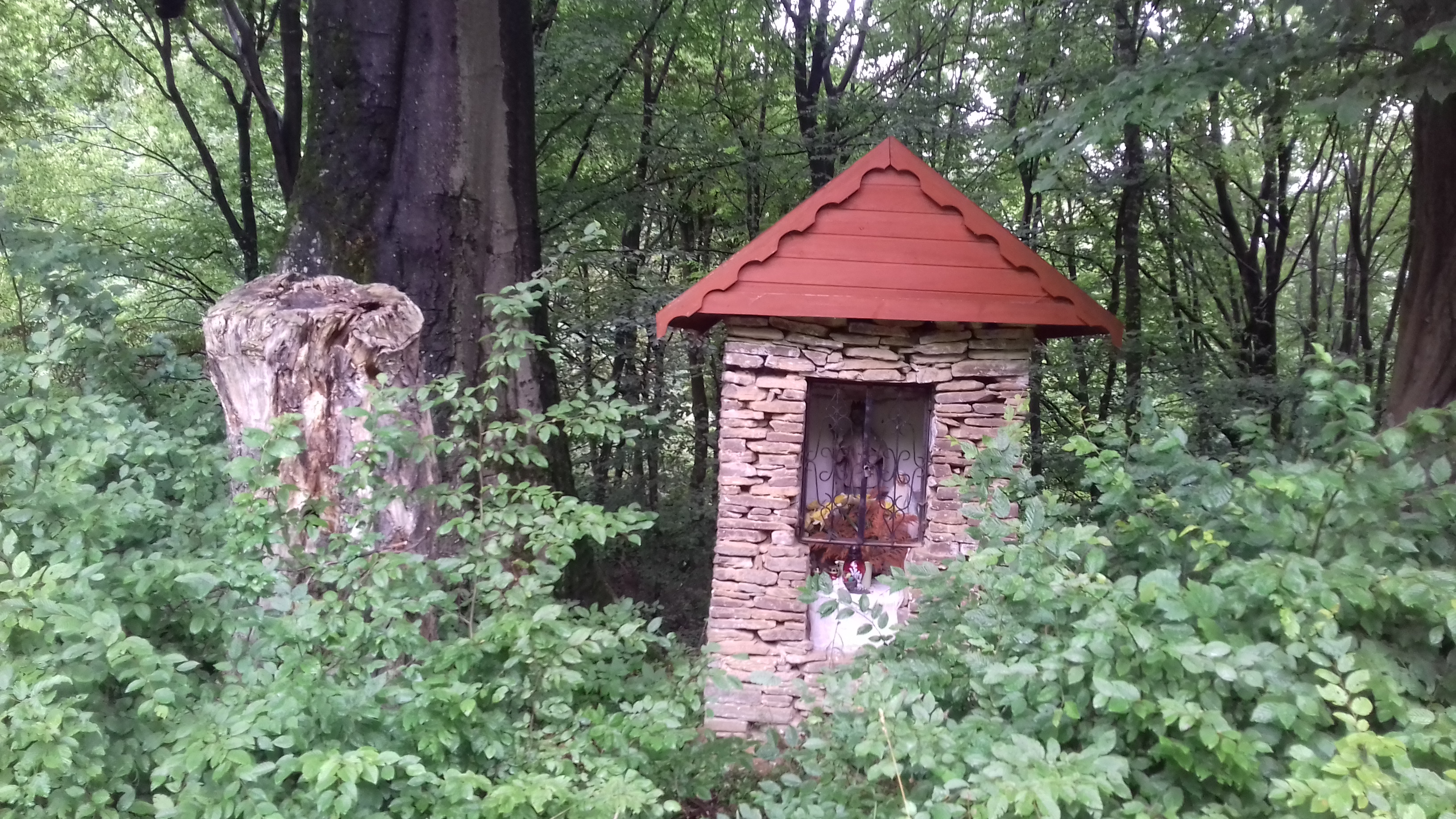
Каплиця святого Яна у Кописно
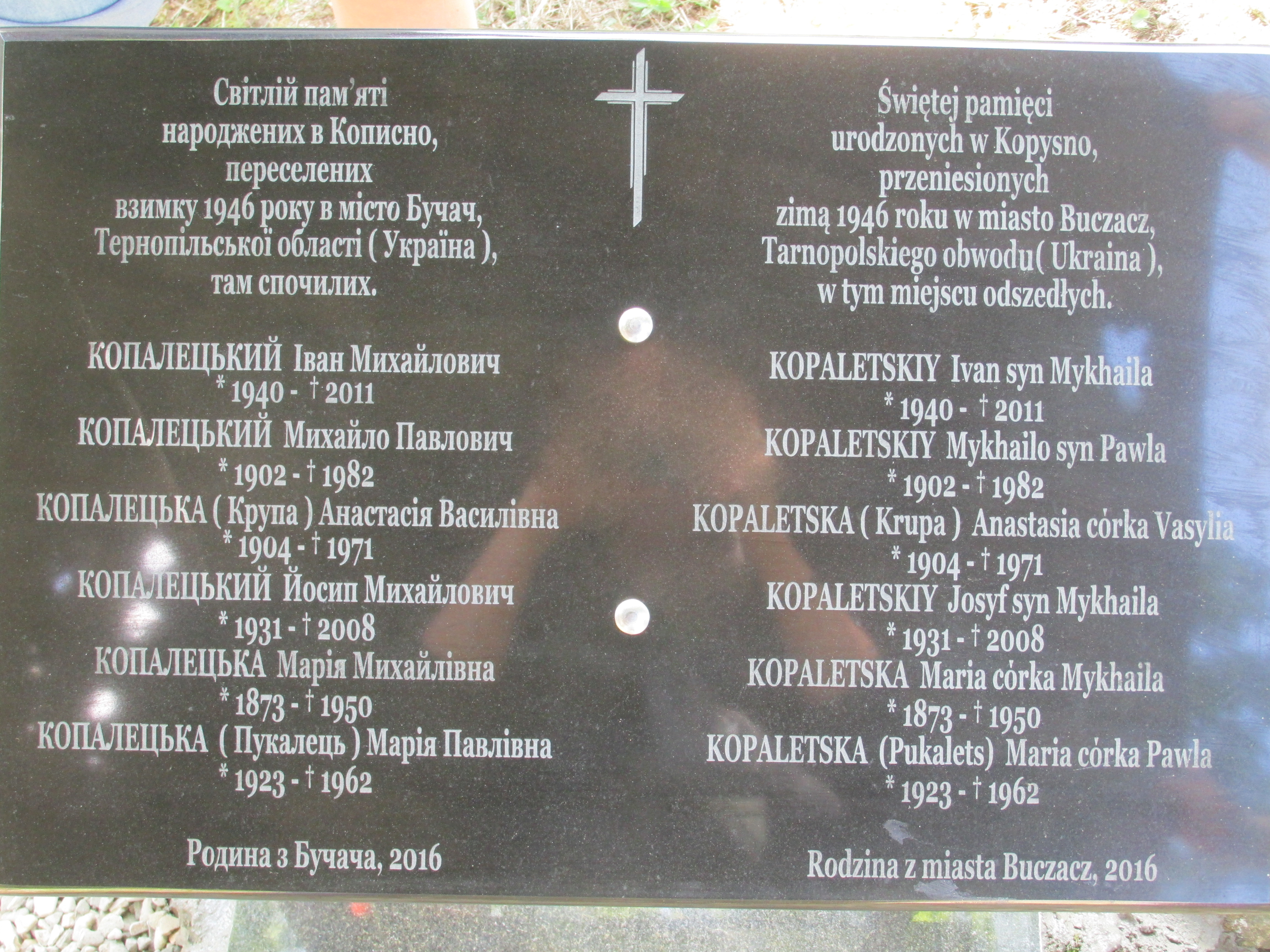
Меморіальна плита сім'ї Копалецьких
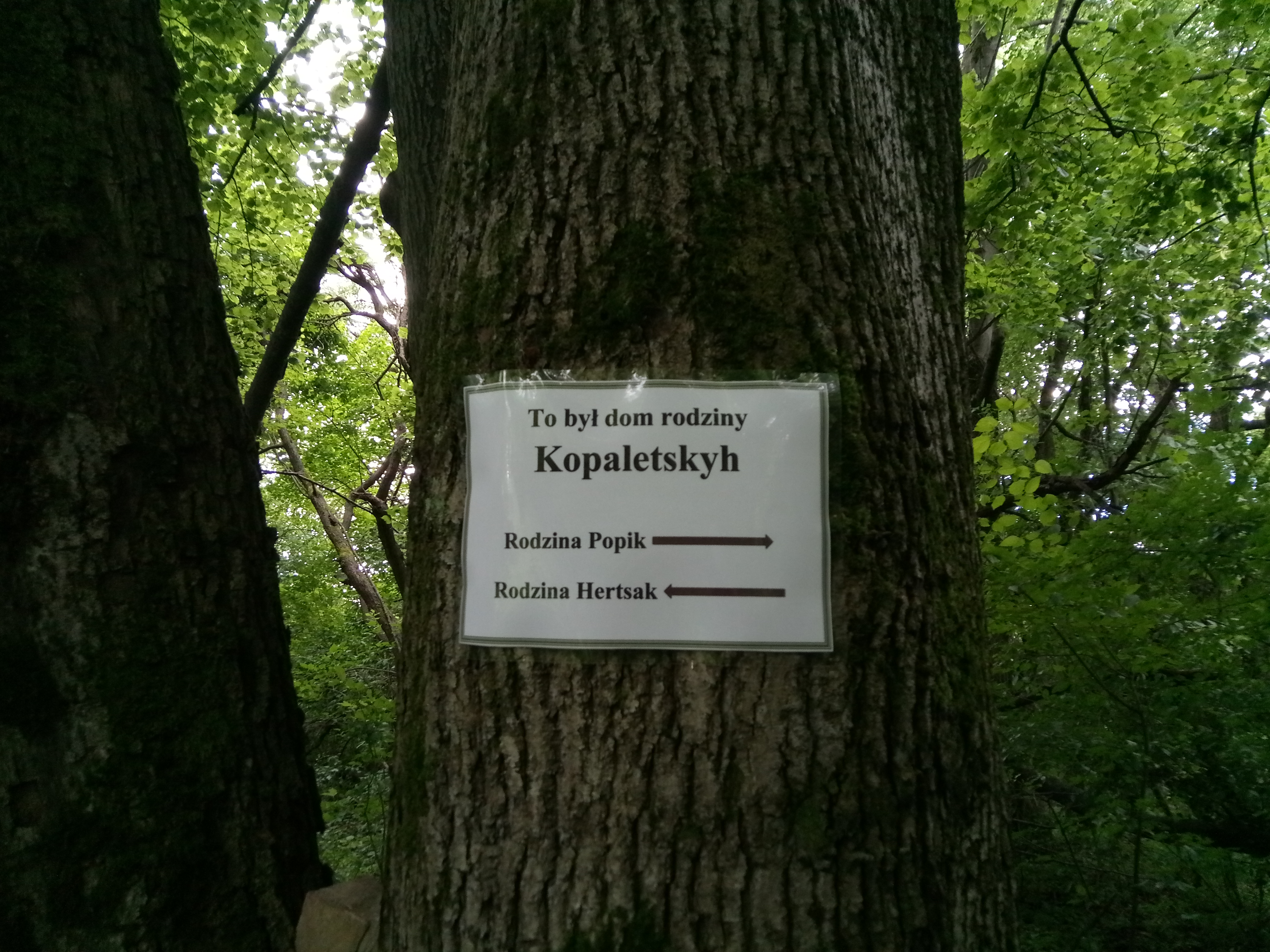
Вказівники на місці колишніх маєтків
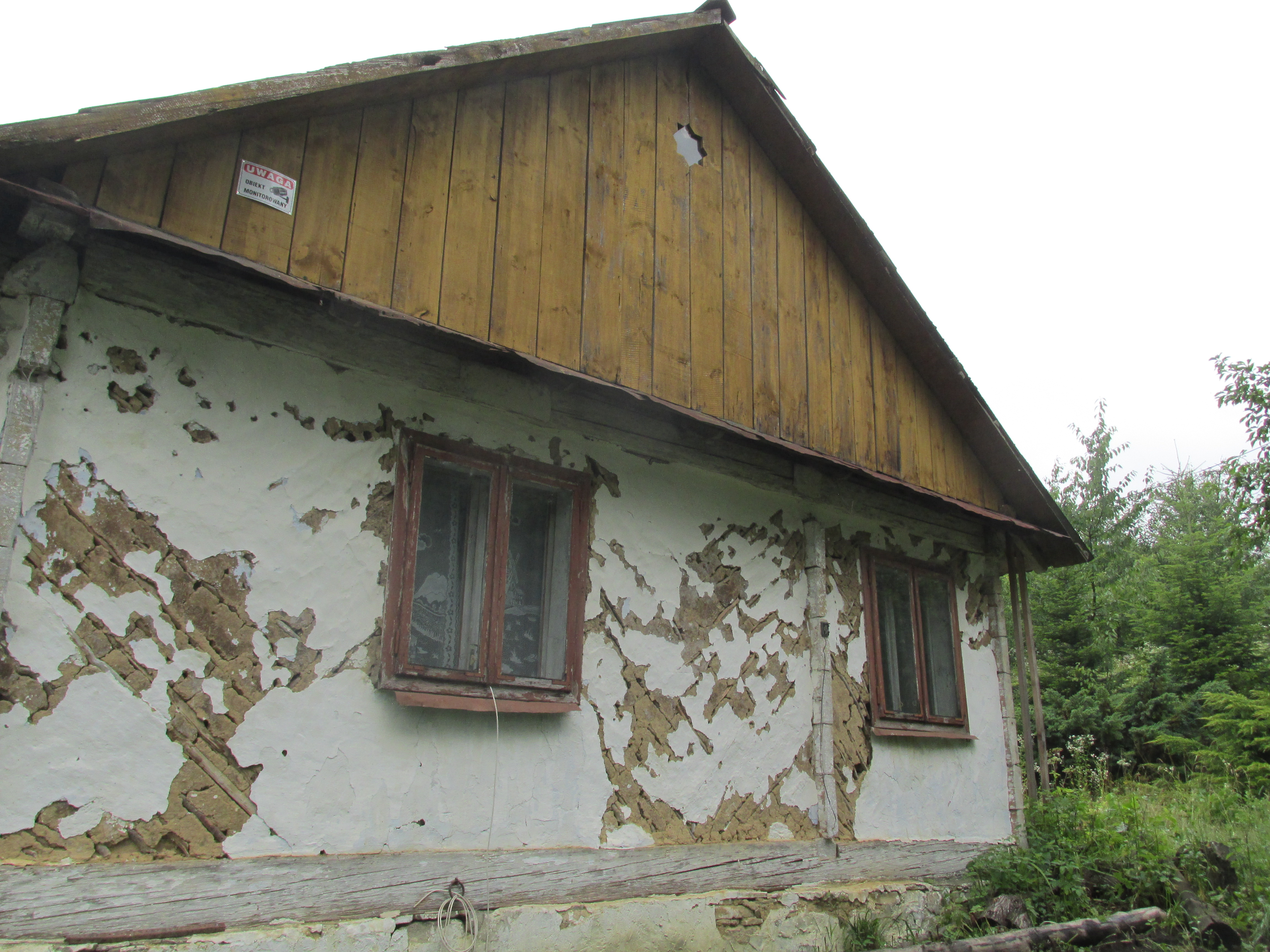
Будинок в селі Кописно
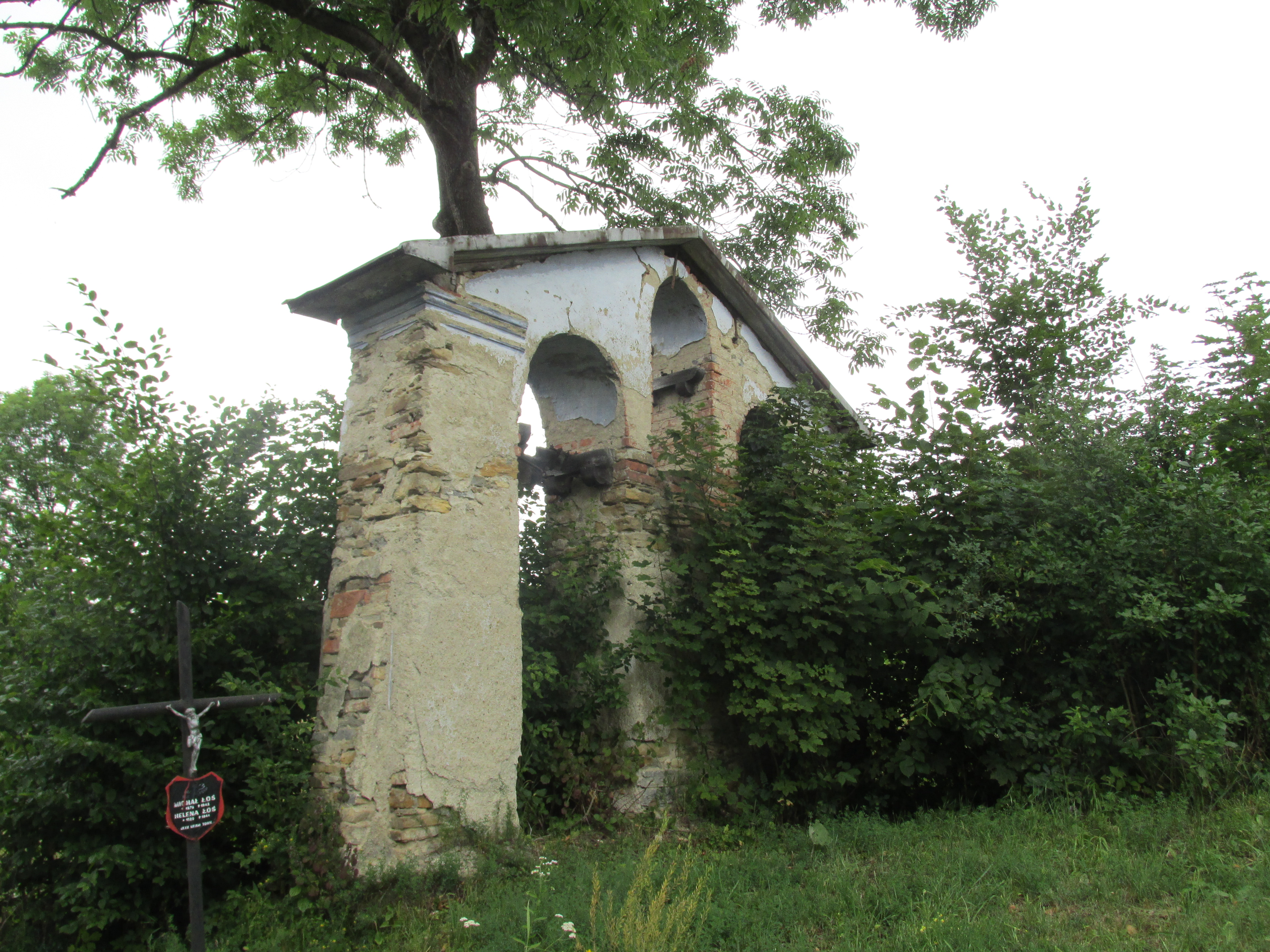
Дзвіниця в селі Кописно (2017р.)
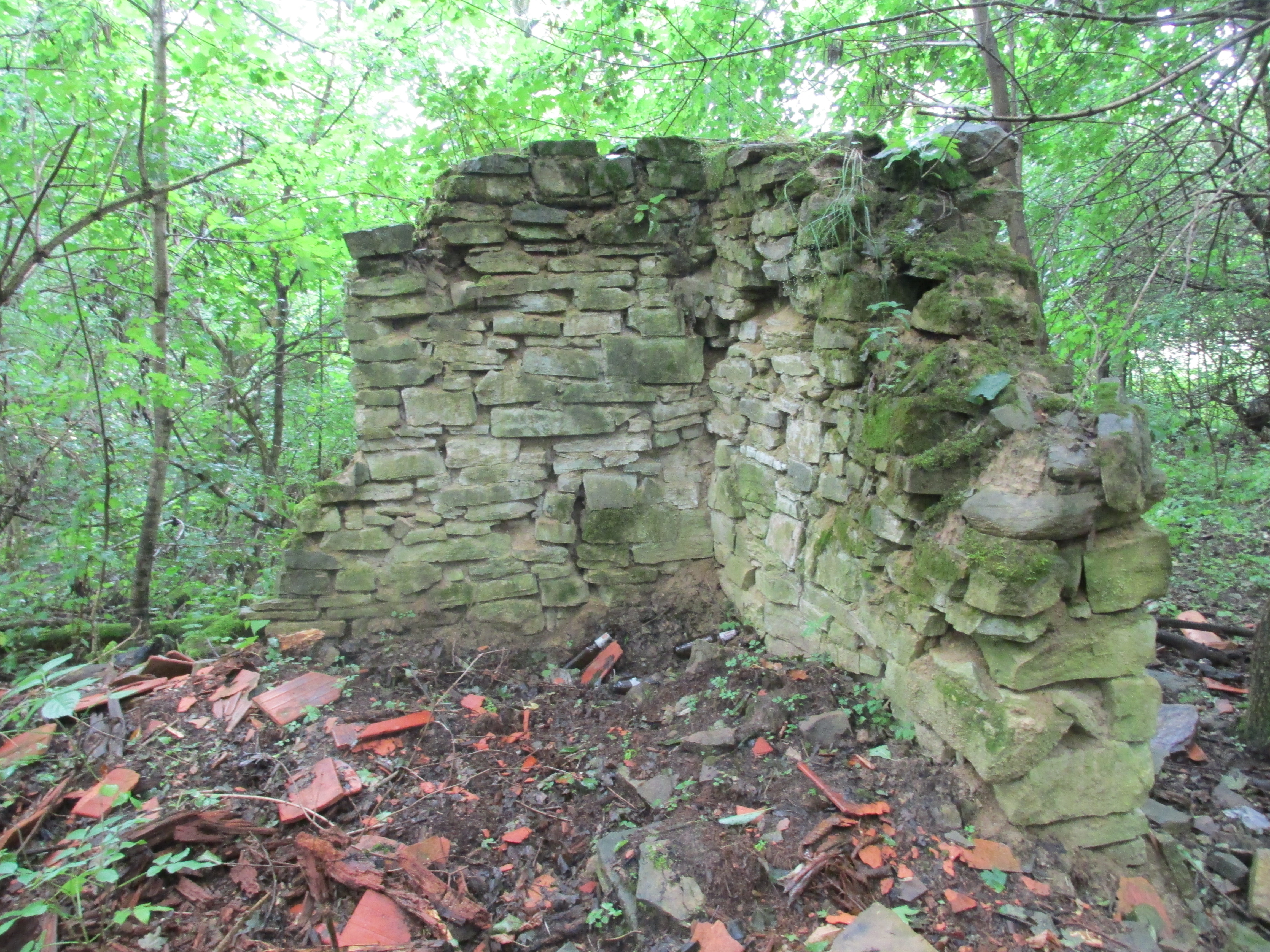
Залишки фундаменту будинку Крупів
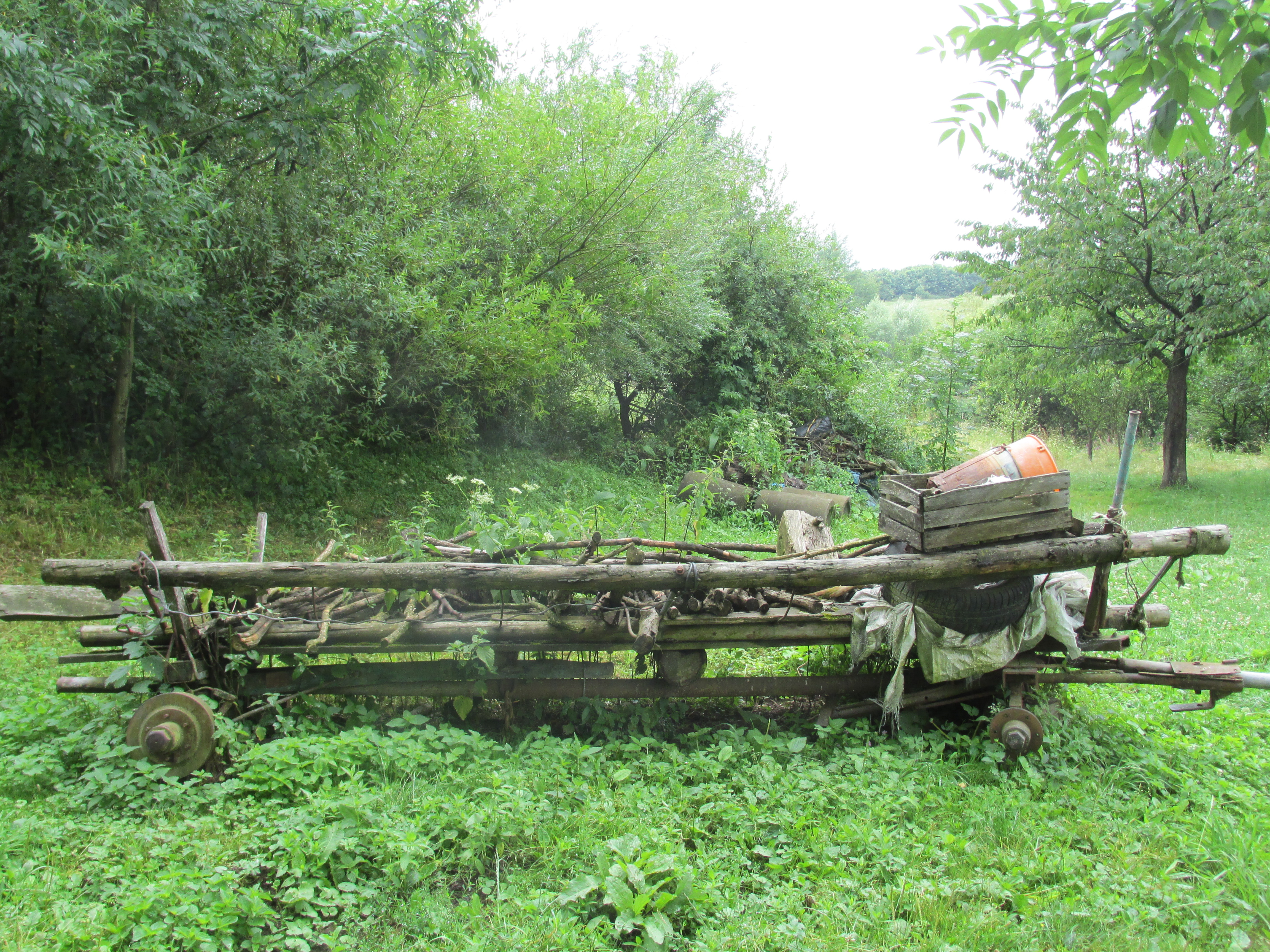
Залишки старого воза
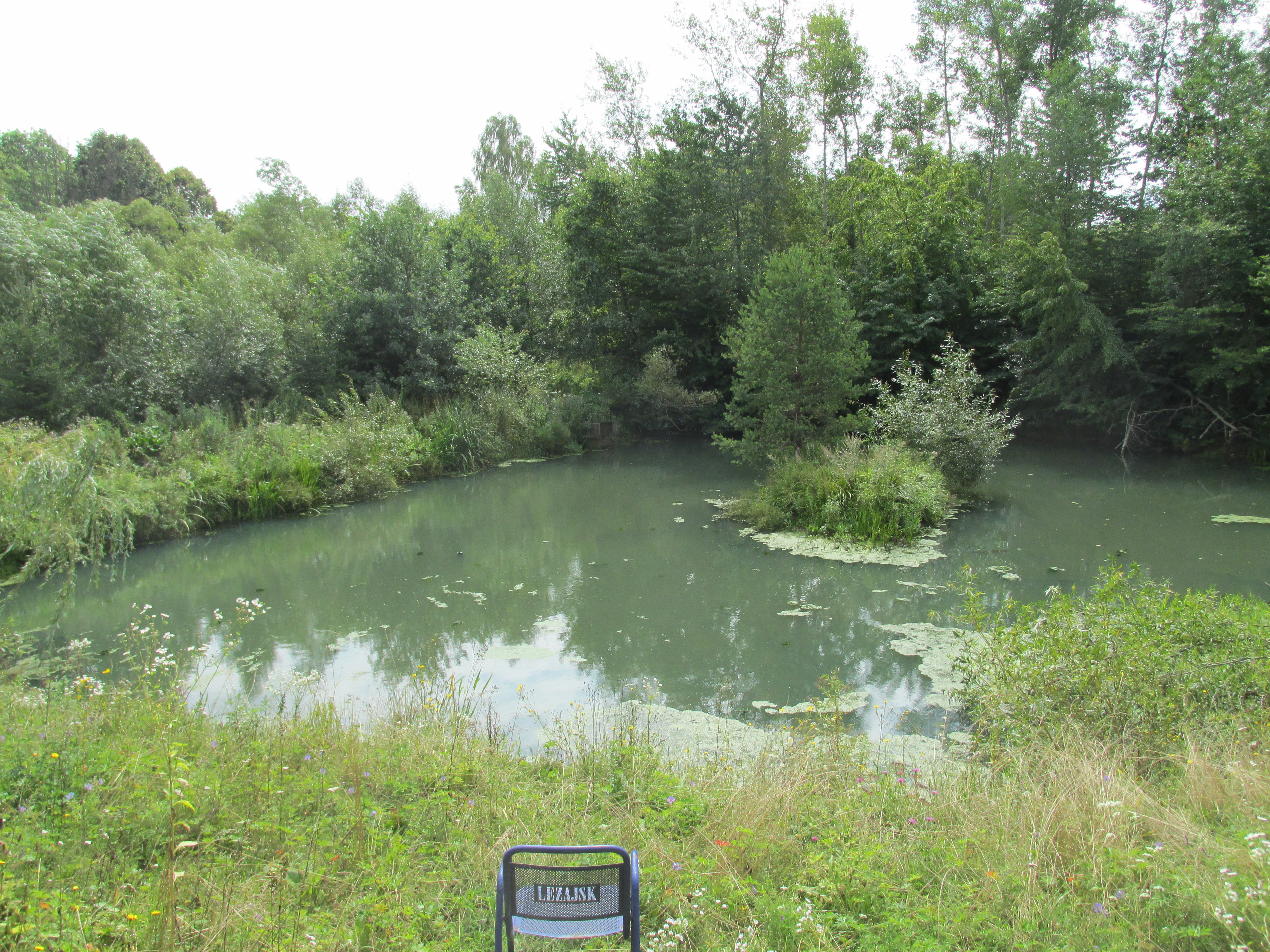
Рукотворні ставки у селі
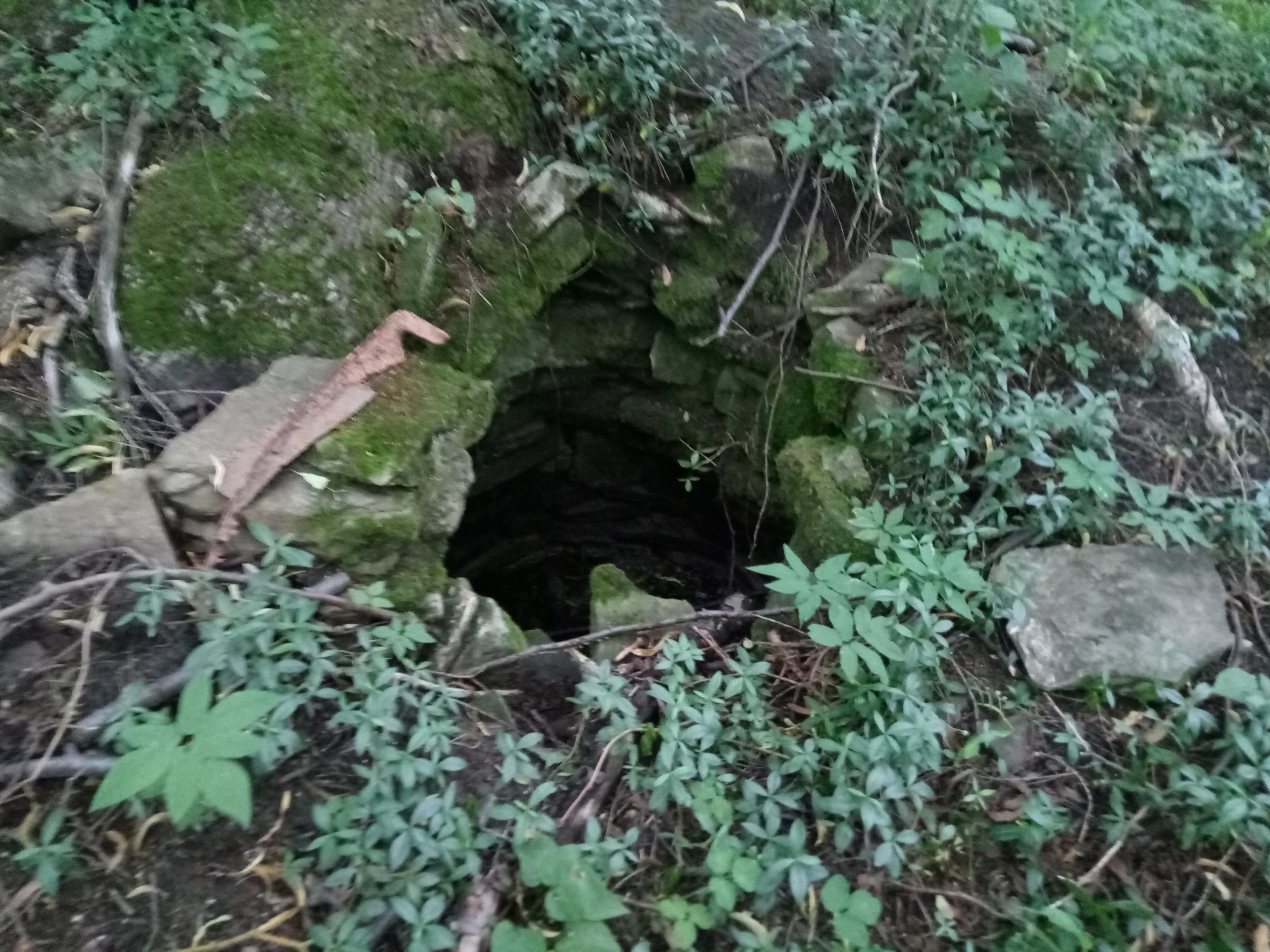
Залишки криниці
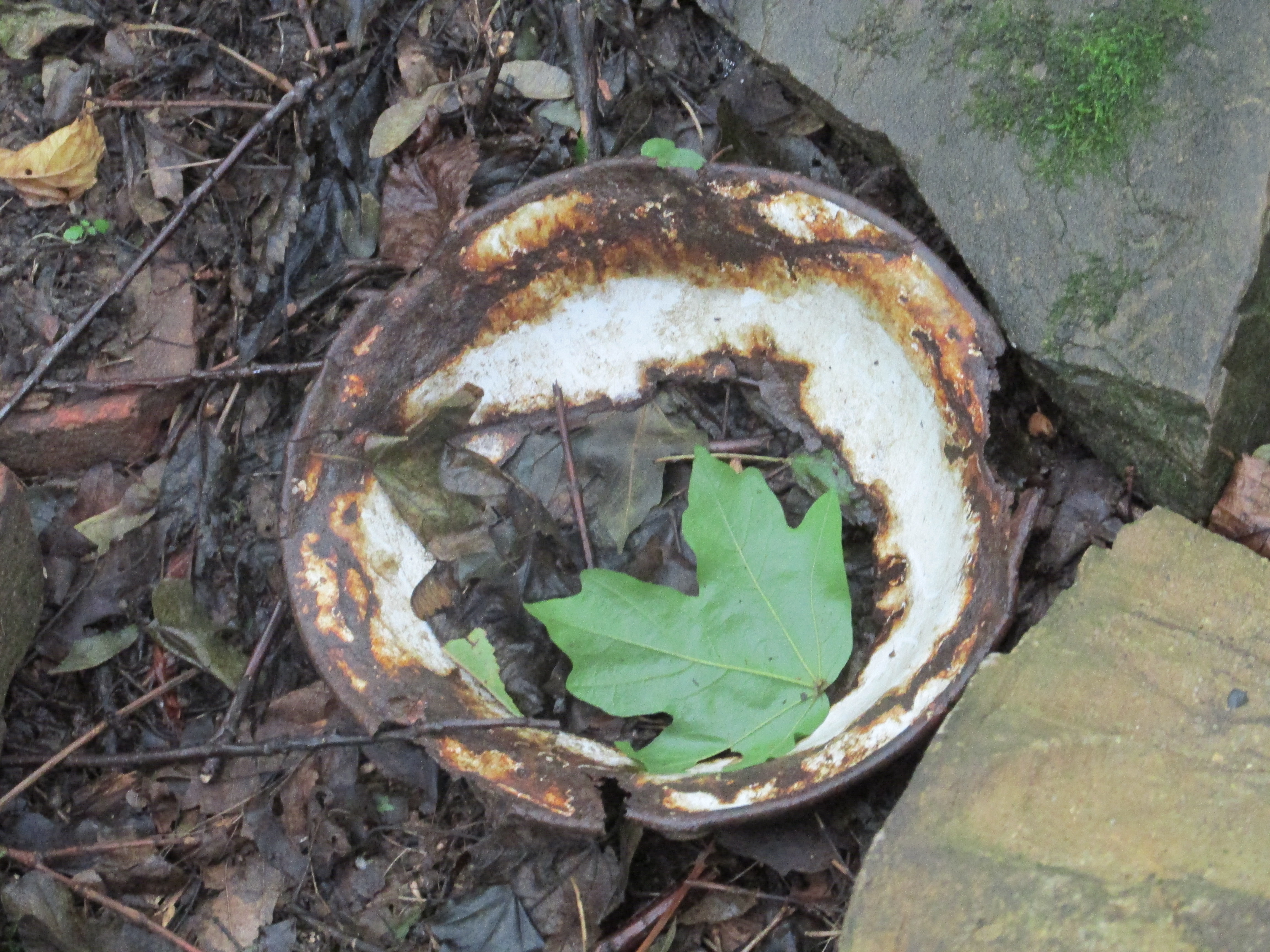
Залишки посуду в селі Кописно
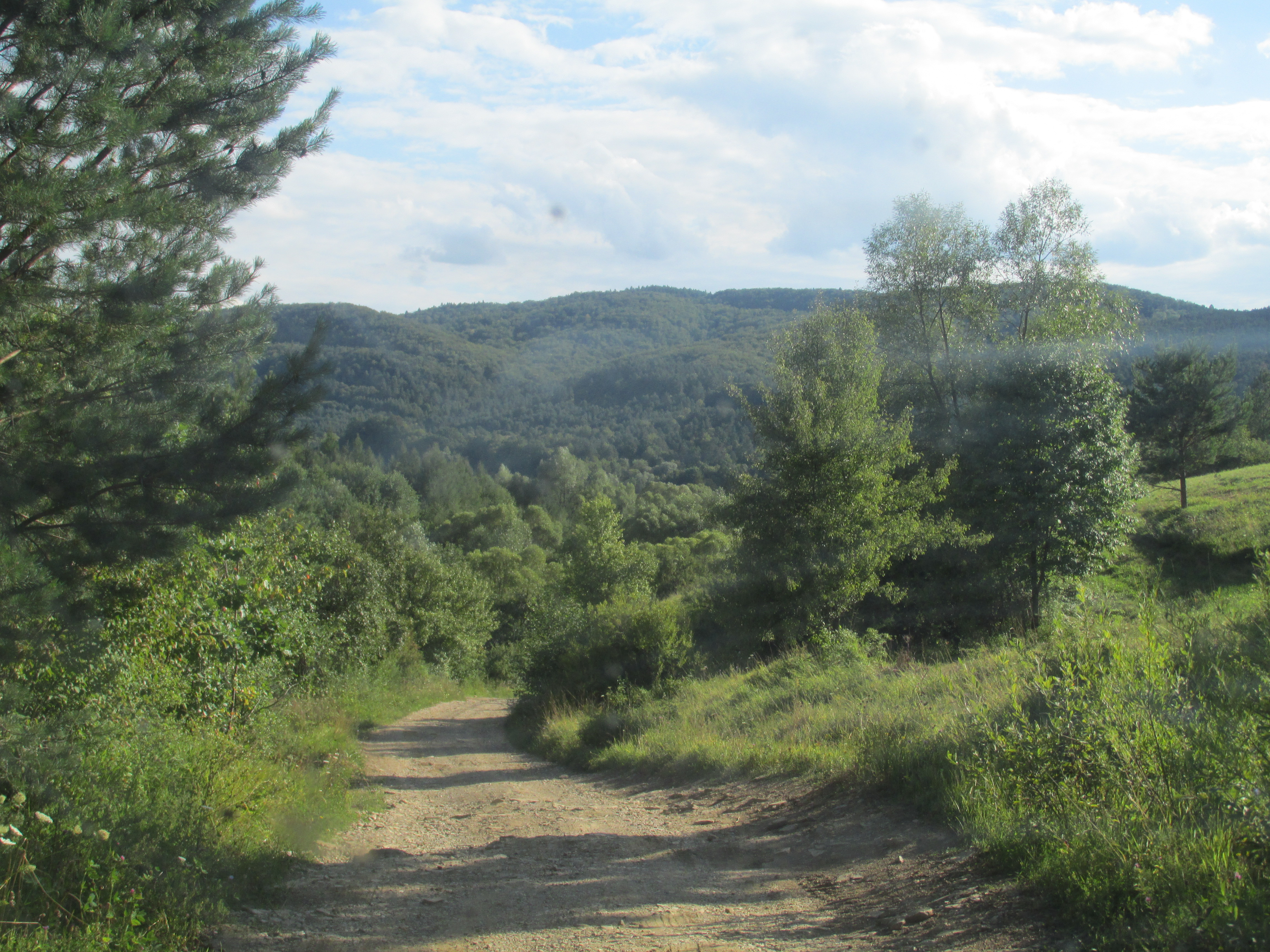
Вигляд з гори Копистаньки

## Книги та фільми про село Кописно

### Книги
1. Іван Крупа "Кописно" – Бучач, 2010. – 14 с.[9]
2. Іваніцька Тетяна. Мій дідусь був польським переселенцем – Дніпро, Видавництво «Ліра», 2020. – 152 с.[14][15][16][17]
3. Іваніцька Тетяна. Кописно: втрачений (к)рай : Буклет на підтримку книги "Мій дідусь був польським переселенцем" – Тернопіль, Поліграфія "ZazaPrint", 2020. – 16 с.[10]

### Фільми
1. Кописно - село, якого більше немає. Тетяна Іваніцька, Лілія Іваніцька – Тернопіль, 2022.
2. Cerkiew Opieki NMP-Kopysno-Pogórze Przemyskie. Artur Wagabunda – 2017.